# درای ولی (نوادا)
درای ولی (به انگلیسی: Dry Valley) یک منطقهٔ مسکونی در ایالات متحده آمریکا است که در شهرستان لینکلن، نوادا واقع شده‌است. درای ولی ۹٫۸ کیلومتر مربع مساحت و ۷۸ نفر جمعیت دارد و ۱٬۵۷۰٫۹۶ متر بالاتر از سطح دریا واقع شده‌است.